# الشبل (مجلة)
مجلة الشبل هي مجلة سعودية تصدر كل أسبوعين، تأسست عام 1981م. على ترويستها إشارة إلى أن محرريها نخبة من المربين. تعتمد المجلة على الشخصيات الكرتونية المنفصلة.
عنوانها: المعذر، غرب شارع التخصصي، ص.ب: 21291 الرياض.
عدد الصحفات الكرتونية تصل إلى 16 صفحة من بين 40 صفحة ملونة ذات قطع 27×21 سم. تغلب الكتابات الدينية على أبواب المجلة مثل باب الناصح الأمين يرد على مشكلة يكتبها أحد القراء. وهناك صفحات ملحق داخلي بألوان مختلفة، تتضمن باب حديقة الإيمان الذي يحوي أحاديث صحيحة وكلام السلف، وهناك تسالي في باب فكر واربح تعتمد على الذكاء والاختلافات، وباب الشبل الصغير يعتمد على التسالي أيضاً وتعليم الرسم واختبار المعلومات وصور القراء.
تنشر المجلة إعلانات أحياناً، وسعر المجلة في السعودية 3 ريالات، وفي مصر 75 قرشاً وعلى الغلاف إشارة إلى القصة الرئيسية في المجلة. شعارها على الغلاف: مجلة الطفل العربي المسلم.

## الأبواب
- المواهب الصاعدة
- إعلانات
- مشاركات
- حديقة الإيمان
- دائرة معارف الأشبال
- فكر وامرح
- لهواة الكاريكاتير
- الشبل الصغير
- ستيديو الأصدقاء
- مسابقة الشبل
- من بطون الكتب

## فريق العمل
- صاحب الامتياز والمدير العام عبد الرحمن بن سليمان الرويشد
- مدير الأقسام الفنية: عبد العزيز عبد الرحمن الرويشد

### الكُتَّاب والرَّسامُون
- عبد العزيز تاعب
- طه عيسى